# 大位彎貝介
大位彎貝介（学名：Loxoconcha tawei）为彎貝介科彎貝介屬下的一个种。